# Fiore a sei petali

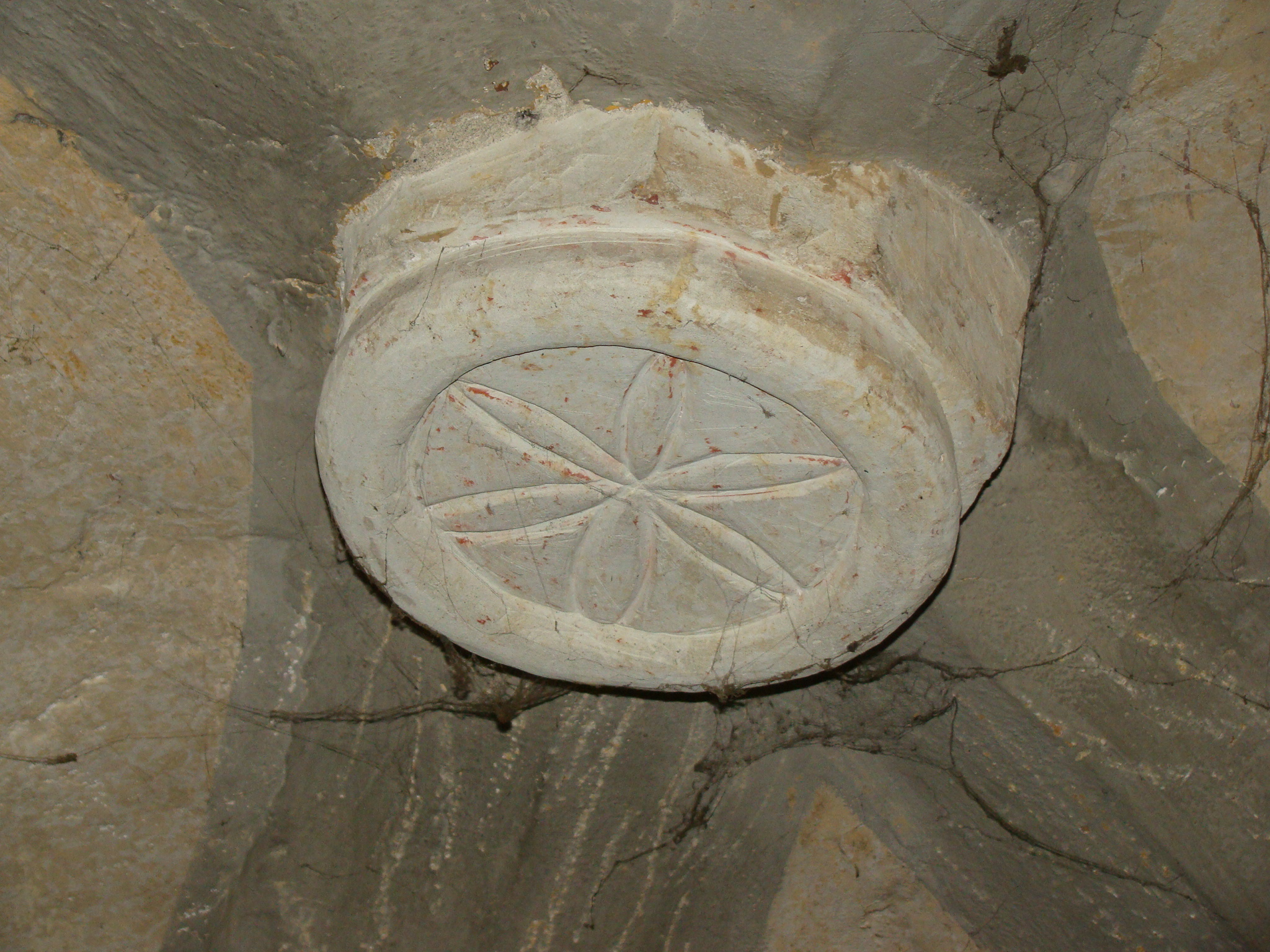
Fiore della vita sulla "chiave di volta" (o svolta) della volta sull'incrocio dei costoloni nella Parrocchia di Ozzano Monferrato, Piemonte

Questo è un hexafoil o esafoglio (fiore a sei petali) realizzato con il metodo vesica piscis

Un "fiore della vita", hexafoil, rosetta a sei petali. Utilizzato nelle prime religioni etniche degli slavi.

Il fiore a sei petali o esafoglio (detto anche: fiore della vita, hexafoil, rosa dei pastori, rosa carolingia, rosa celtica, stella-fiore, stella rosetta, fiore delle Alpi, stella delle Alpi, sole delle Alpi o degli Appennini), è una figura geometrica avente simmetria esagonale.
Il "fiore della Vita" è un simbolo geometrico che si può ottenere intersecando solo 7 cerchi (un'unità di senso compiuto), come nella tradizione cristiana simboleggiando i giorni della Creazione. Il nome "fiore della vita" del motivo geometrico in cui si possono inscrivere alcuni fiori a sei petali è moderno, diffuso da pubblicazioni del movimento New Age e comunemente attribuito a Drunvalo Melchizedek che iniziò a usarlo nei seminari che anticiparono la pubblicazione del suo libro The Ancient Secret of the Flower of Life (1999), ma è un errore pensare che tutti i fiori a sei petali siano uguali. Alcuni come quelli del pavimento a mosaico della Domus dell'Ortaglia hanno un cerchio interno, a cui sono attaccati i sei petali, che li rendono diversi da altri fiori a sei petali che possono invece essere inscritti in una griglia di cerchi sovrapposti. Inoltre, anche se alcuni fiori a sei petali possono essere inscritti nel "Fiore della vita", esistono nei reperti archeologici romani e preromani fiori con numeri differenti di petali come quelli a otto petali del mosaico con fascia a girali di Libarna che lasciano chiaramente intendere che la griglia di cerchi sovrapposti modernamente chiamata "Fiore della vita" non è l'origine prima di queste decorazioni.
Nella decorazione architettonica e plastica è nota la presenza di questa figura simbolica in molte parti del mondo, e in area Italica sin dall'VIII secolo a.C.; successivamente ha avuto larga diffusione dal Medioevo fino ai giorni nostri.

Costruzione del Fiore della Vita con 7 cerchi

## Diffusione
Il fiore a sei petali si trova rappresentato in diverse parti del mondo con differenti significati.
Sue rappresentazioni si trovano in edifici, oggetti d'arte (in legno, bronzo, vetro) e manoscritti di numerosissime culture:
- Assiria – Palazzo di Assurbanipal.[8]
- Egitto - Tempio di Abido[9][10][11] e presso il Monte Sinai.[11]
- Ungheria - Carpazia.[12]
- Israele - Masada[11]
- Cina - La Città proibita[9] e altri templi.[11]
- Giappone - Diversi templi.[11]
- India[11] -  Presso l'Harimandir Sahib (Tempio d'Oro), Hampi, e i templi di Ajanta.[9]
- Bulgaria - L'antica città di Preslav e i ruderi di Kabile.
- Turchia - Diversi siti di epoca romana.[9]
- Spagna[9][11]
- Austria[9]
- Italia - Presente nell'arte di tutta la penisola italiana dal VII secolo a.C.[10][13]
- Marocco[9]
- Libano[9]
- Perù[9]
- Messico[9]
- Lituania -  Marchio dell'Unione degli Artisti Folk.[14]
- Croazia - Rovine di Salona (Solin).

### Italia
I rinvenimenti del simbolo del fiore a sei petali su manufatti antichi in Italia includono:
- l'urna etrusca di Civitella Paganico del VII secolo a.C.[15]
- lo scudo del guerriero etrusco di Aule Feluske a Vetulonia[16]
- l'aureola di San Romualdo, sulla facciata verso il cortile dell'Eremo di Camaldoli, nel Parco Nazionale delle Foreste Casentinesi, Monte Falterona e Campigna
- sul soffitto e sulle pareti dell'Ipogeo di Piagge (Piagge di Terre Roveresche) in provincia di Pesaro e Urbino
- le Stele daunie pugliesi, monumenti funerari in pietra calcarea rinvenuti nelle necropoli preromane in provincia di Foggia, a forma di lastra parallelepipeda, in uso presso l'antica civiltà dei Dauni
- su alcune decorazioni di epoca medievale sparse nel centro storico di Carpino (FG)
- su un palazzo nel centro storico di Monte Sant’Angelo (FG) e nel Santuario di San Michele Arcangelo dello stesso centro abitato
- su alcuni conci della chiesa madre di Cerignola (FG)
- i motivi decorativi della chiesa trecentesca di San Domenico a Lucera (FG)[17].
- sugli architravi degli edifici del centro storico di Forio, sull'isola di Ischia[18]
- in un pavimento musivo di una domus romana a San Benedetto dei Marsi (rovine di Marruvium, II sec. a.C.)
- sulla porta bronzea dell'abbazia di San Clemente a Casauria (XII sec.)
- sulla facciata della chiesa di San Tommaso in Varano presso Caramanico (XII sec.)
- sull'ambone della chiesa dei Santi Cesidio e Rufino a Trasacco (1267)
- su un'arcatella esterna della basilica di San Pelino a Corfinio (XIII sec.)
- sulla facciata di una chiesa sconsacrata a Galdo degli Alburni, nel Cilento
- nella basilica di San Clemente a Roma
- nella cripta della Chiesa di San Fermo Minore a Verona
- In diversi capitelli della Pieve dei Santi Cornelio e Cipriano a Codiponte  in Lunigiana
- nella cripta del Duomo di Lodi (precisamente Basilica Cattedrale della Vergine Assunta) a Lodi
- facciata in stile romanico toscano della chiesa Cattedrale di San Pietro di Sorres - Borutta (SS), Sardegna.
- Chiesa della Consolazione di Cleto (Cosenza) dove tutto il pavimento ne è decorato.
- ben 5 simboli tutti visibili sulla facciata del Santuario di Santa Maria Del Canneto nel Comune di Roccavivara (CB) (XI - XII Sec.) (N. Scarano)
- nella chiesa rurale della contrada San Marco di Locorotondo sopra la finestra sulla facciata della chiesetta a cummersa (tipiche coperture dalla forma aguzza) del XVII secolo
- è presente un graffito su un muro all'interno del castello di Acaya, in Puglia
- sono presenti diversi graffiti nelle volte dell'Ipogeo di Piagge (PU)
- decorazioni in ocra rossa nel loggiato di tardo Quattrocento all'Abbazia cistercense di Morimondo (MI)
- decorazioni attorno alle aperture del Casino di caccia alla Ca' Grande, Cascina Zipo, Zibido San Giacomo (MI)

In tutto l'arco alpino, il fiore a sei petali è motivo ricorrente in varie rappresentazioni decorative, intagliato su varie tipologie di oggetti in legno: collari delle pecore (canaure), scatole del formaggio (rescun), pettini, eccetera, e in pietra: sovrapporta, stipiti, e altro ancora.
È presente anche in Val Camonica, nell'iconografia Longobarda e in genere in tutta l'area di influenza celtoligure.
Durante il Medioevo, questo simbolo decorativo, avrà larga diffusione sulle architetture civili e religiose lungo tutta la fascia montana e pedemontana dell'Appennino, lungo le antiche vie Francische, più o meno collegate con i diverticoli alla via Francigena, e intorno al XIII-XIV secolo lo ritroviamo, erratico, anche sulle architetture religiose dei Cavalieri del Tempio, come in San Bevignate a Perugia dove due stelle-fiore sono scolpite ai lati del portale principale della chiesa.
La persistenza della stella-fiore nella decorazione architettonica dei secoli successivi è attestata in tutta l'Italia peninsulare e nelle isole. È diffuso anche in Campania, in particolare sull'isola d'Ischia, dove è una tipica decorazione degli architravi degli antichi edifici del centro storico di Forio con varianti poco significative e sempre secondo uno schema erratico e quasi mai facente parte di un vero e proprio stilema decorativo.
La stella-fiore non fa parte dei simboli dell'araldica italiana.

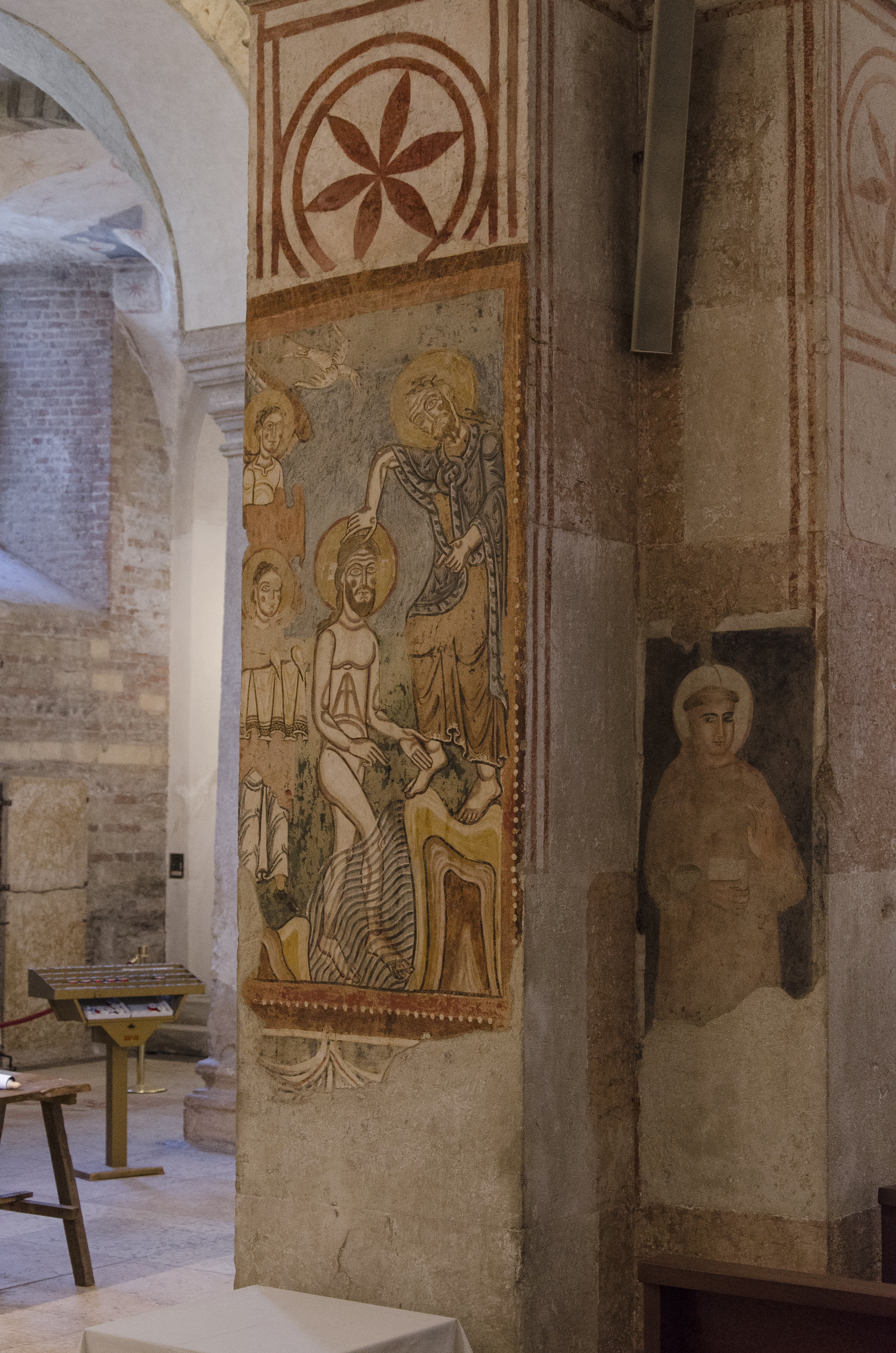
Chiesa inferiore di San Fermo Maggiore a Verona, Veneto
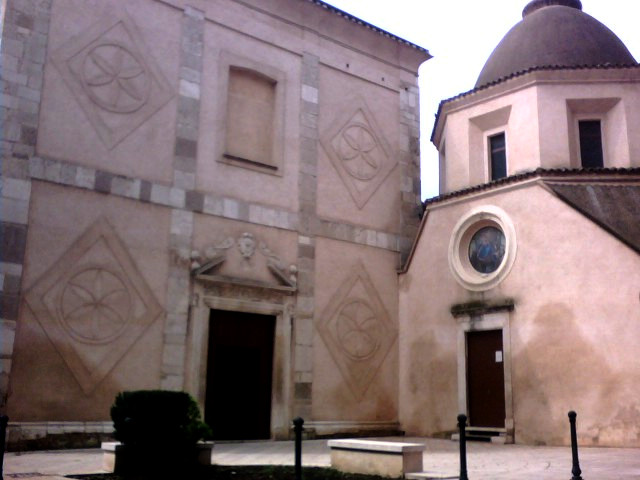
Chiesa di San Domenico a Lucera, Puglia
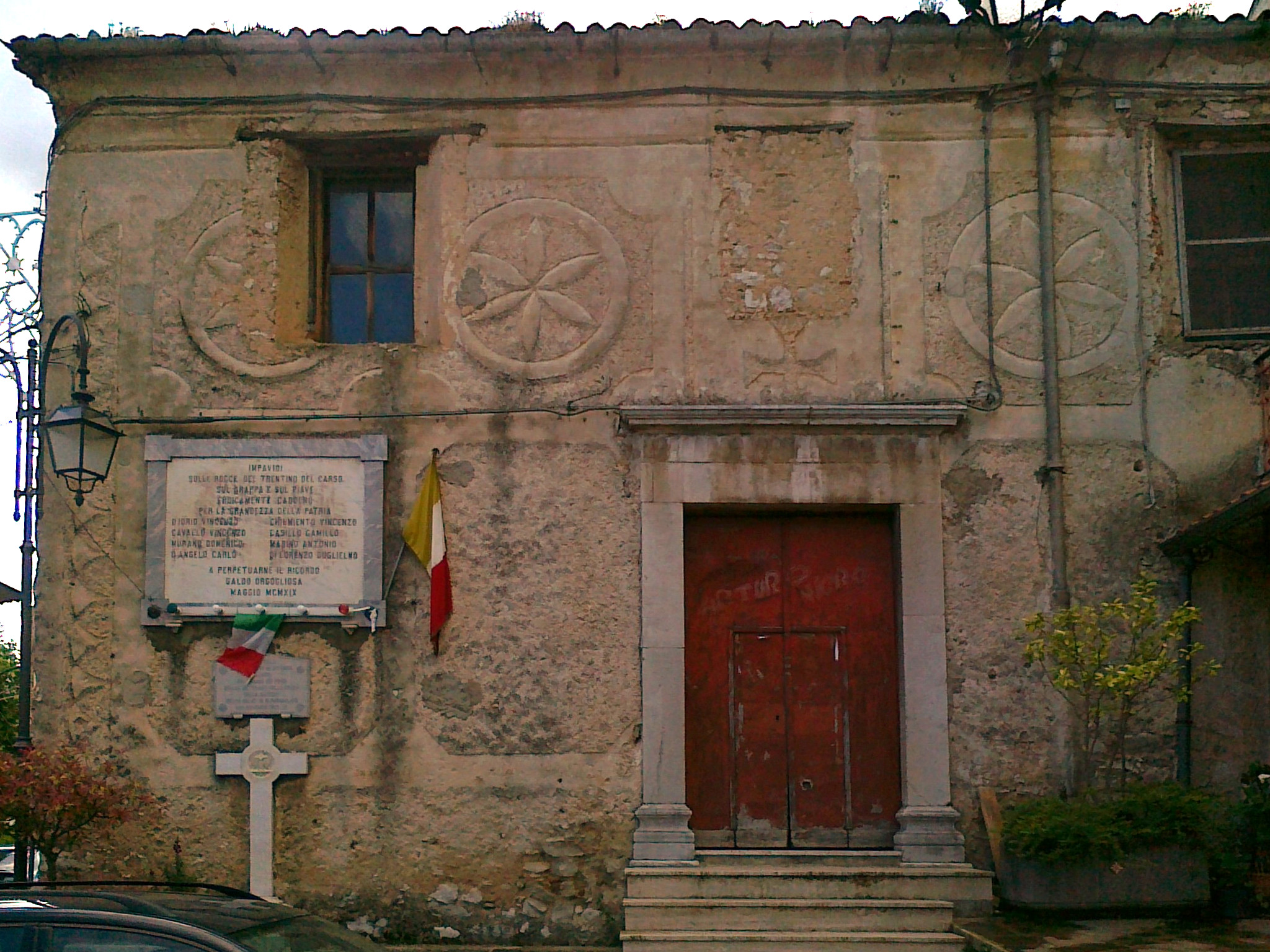
Facciata di una ex-chiesa a Galdo degli Alburni nel Cilento, Campania
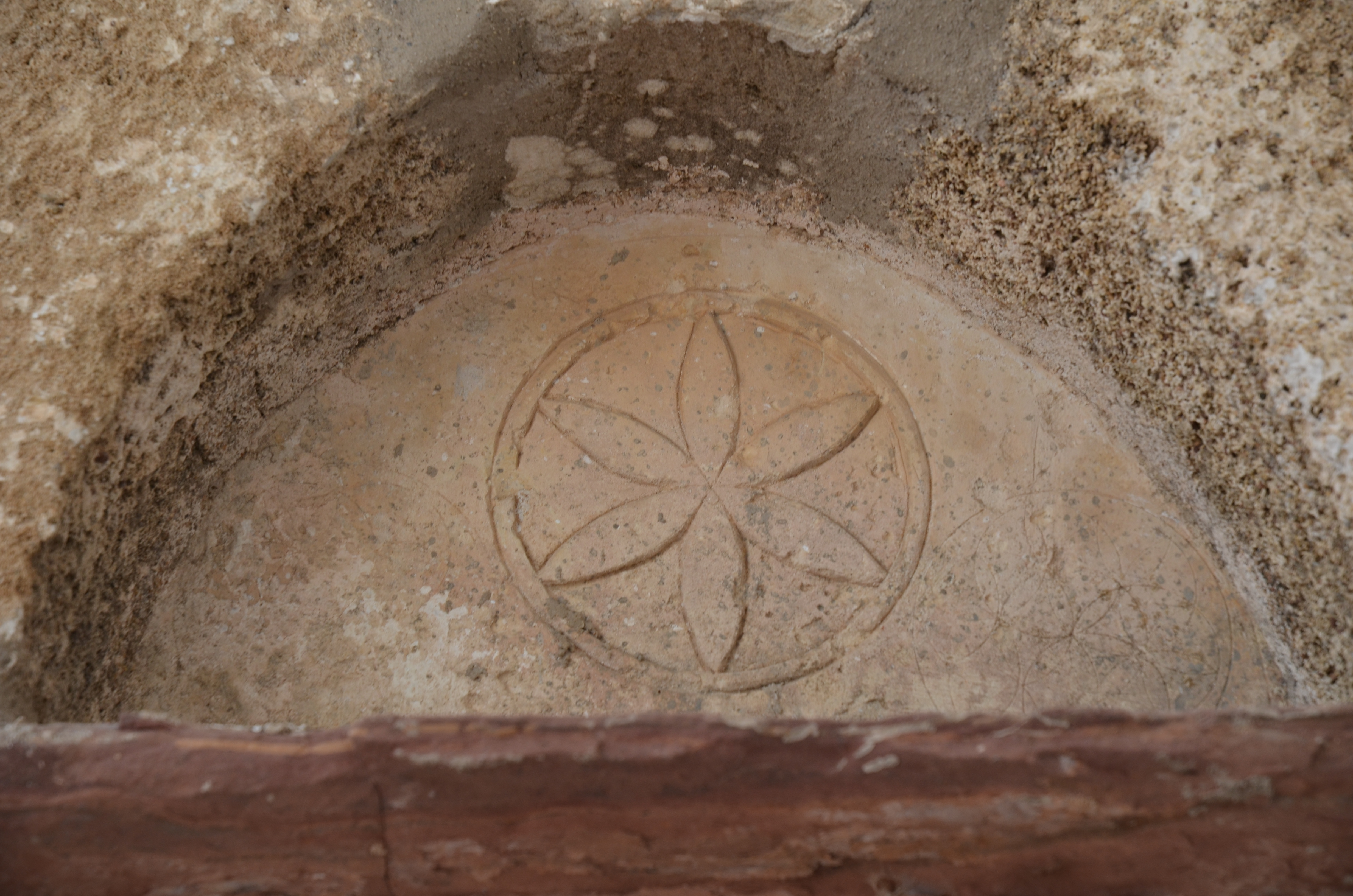
Fiore a sei petali e cerchi, sopra la porta della cappella ortodossa -Patmos, Grecia
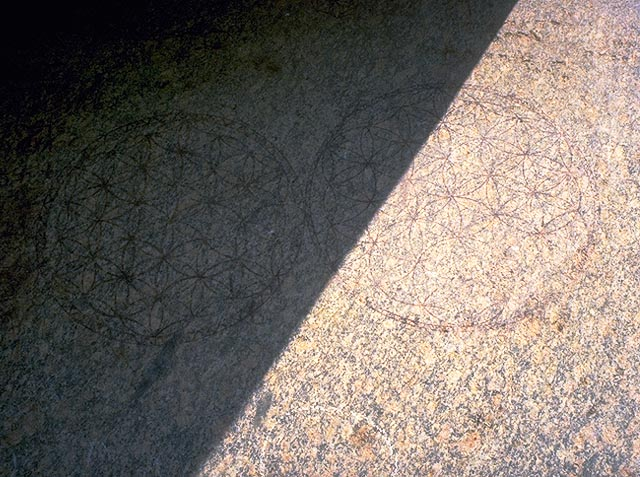
Tempio di Osiride ad Abido, in Egitto
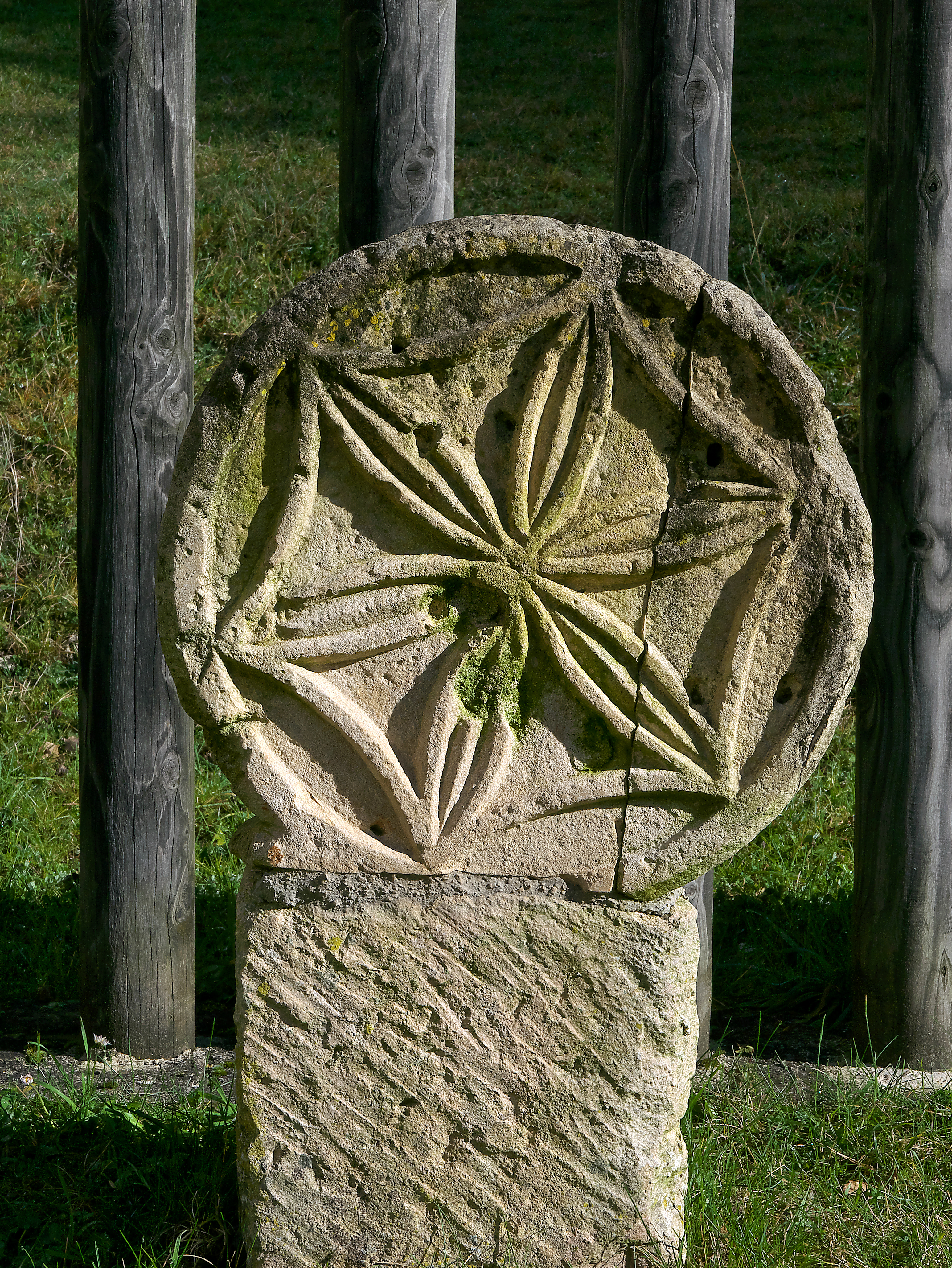
Stele discoidale con motivo a rosetta esagonale - monastero di Iranzu, Abárzuza (Spagna)
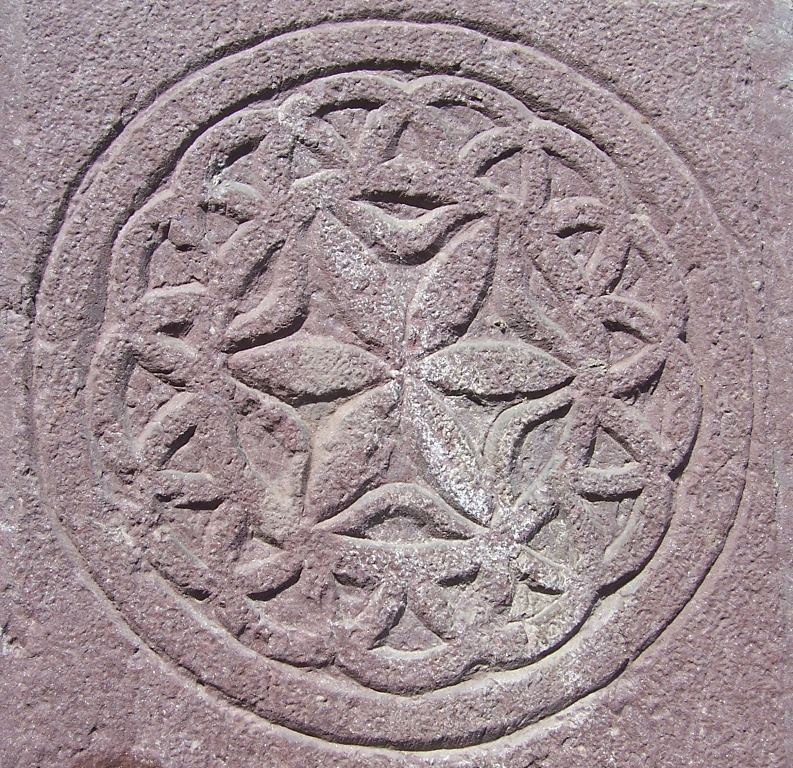
Sole delle Alpi inciso su un portale - Erbanno, Lombardia
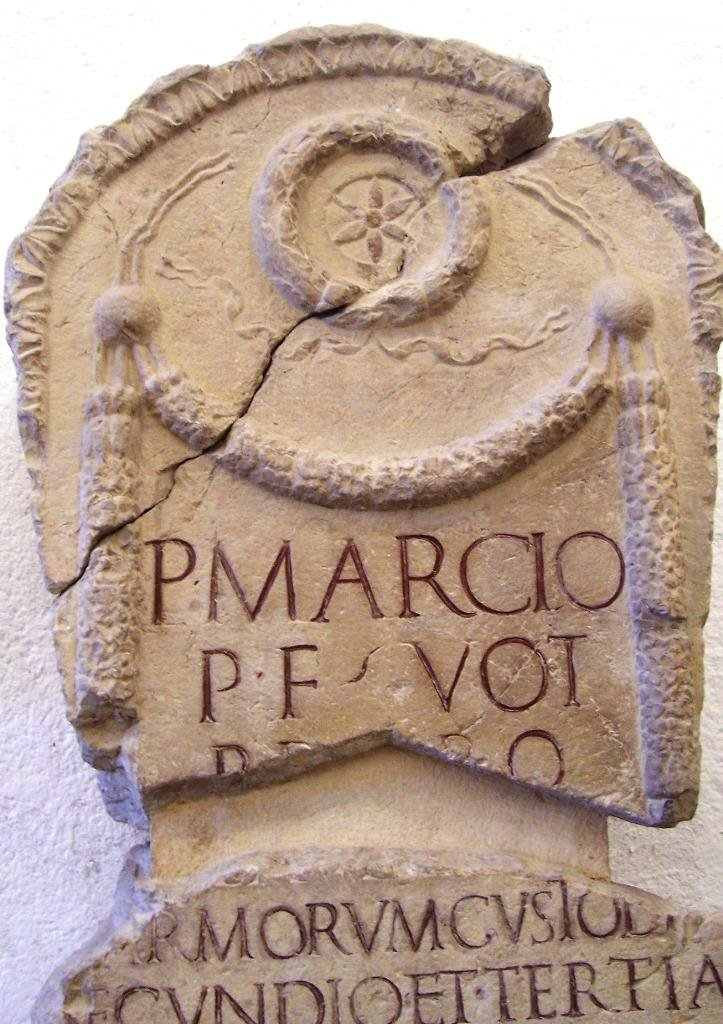
Fiore a sei petali sulla tomba del legionario Publio Marcio, a Clusone (Lombardia)
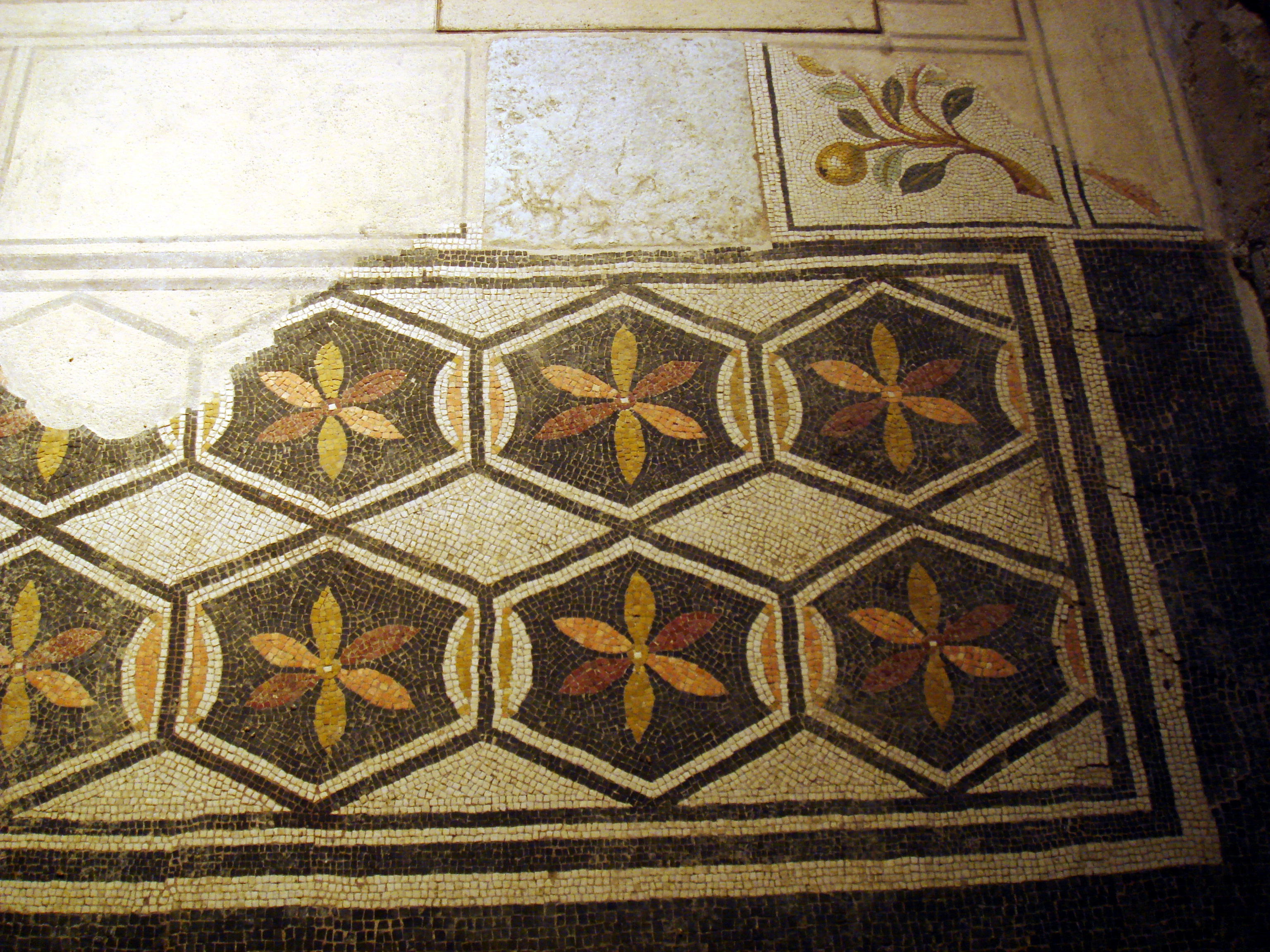
Pavimento a mosaico della Domus dell'Ortaglia (Brescia, Lombardia)
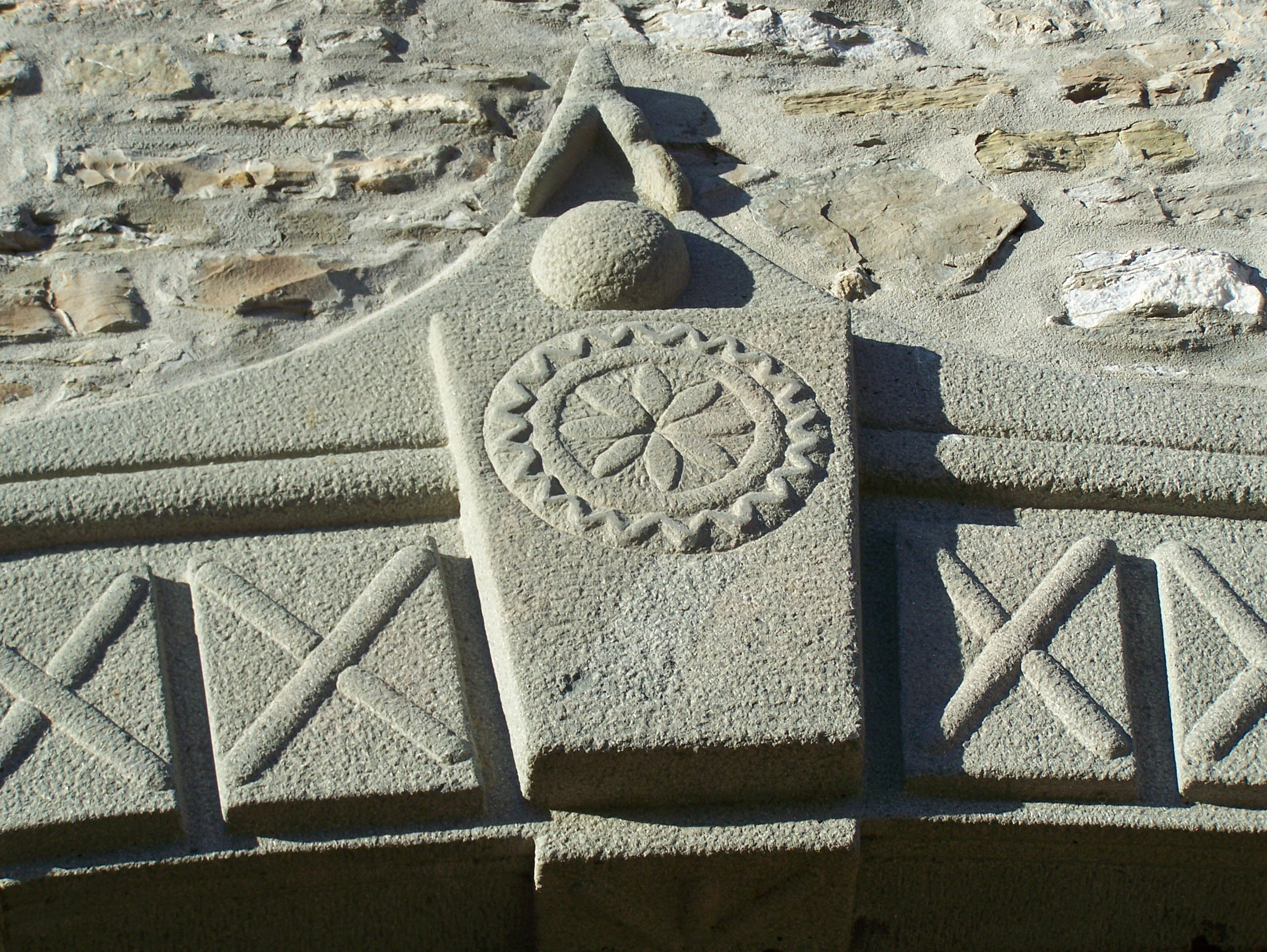
Rara versione a otto spicchi in un antico archivolto in Val d'Enza, Emilia Romagna
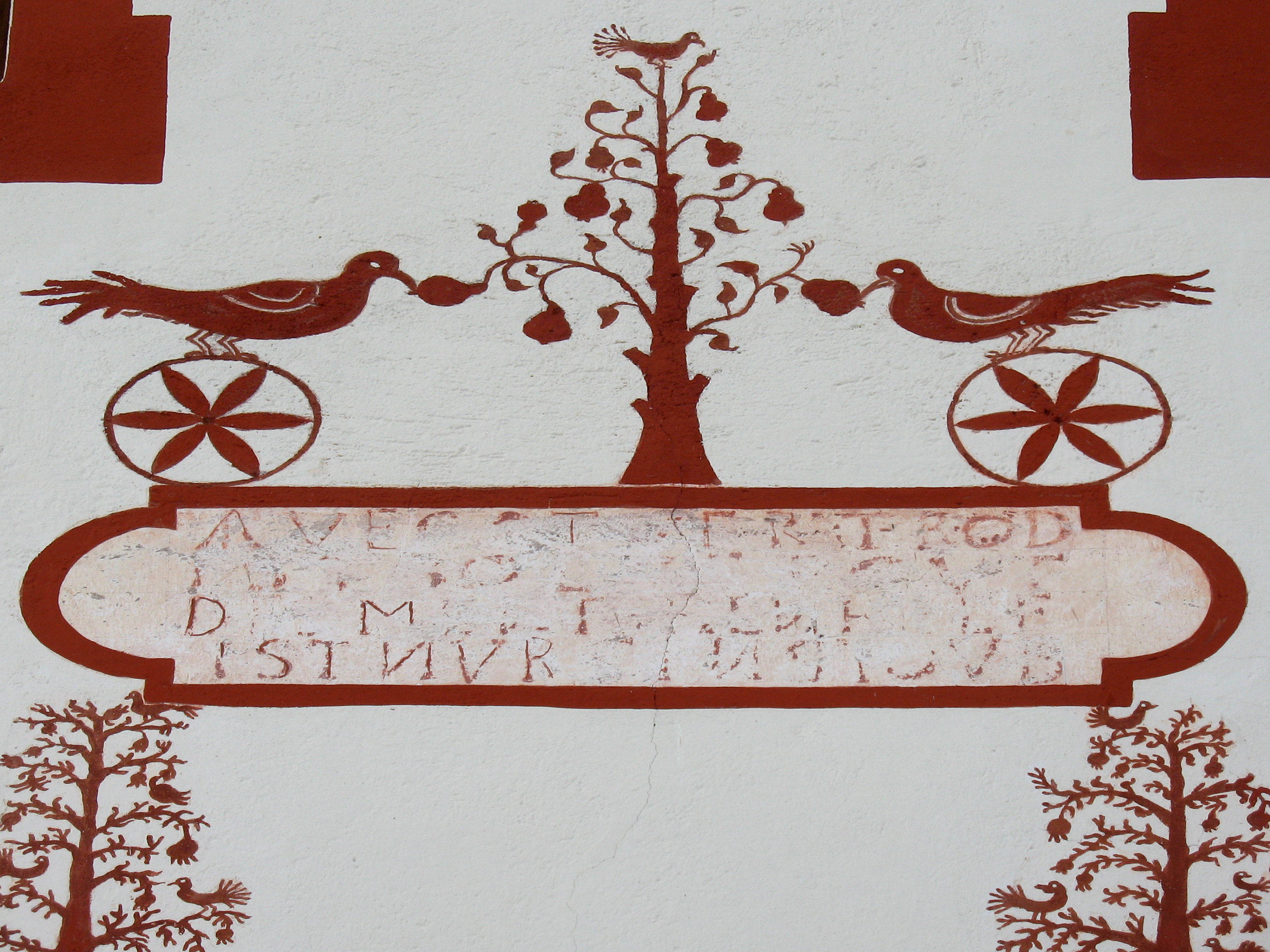
Affresco della cascina Runcata in St. Ulrich in Gröden - Ortisei Val Gardena, Alto Adige
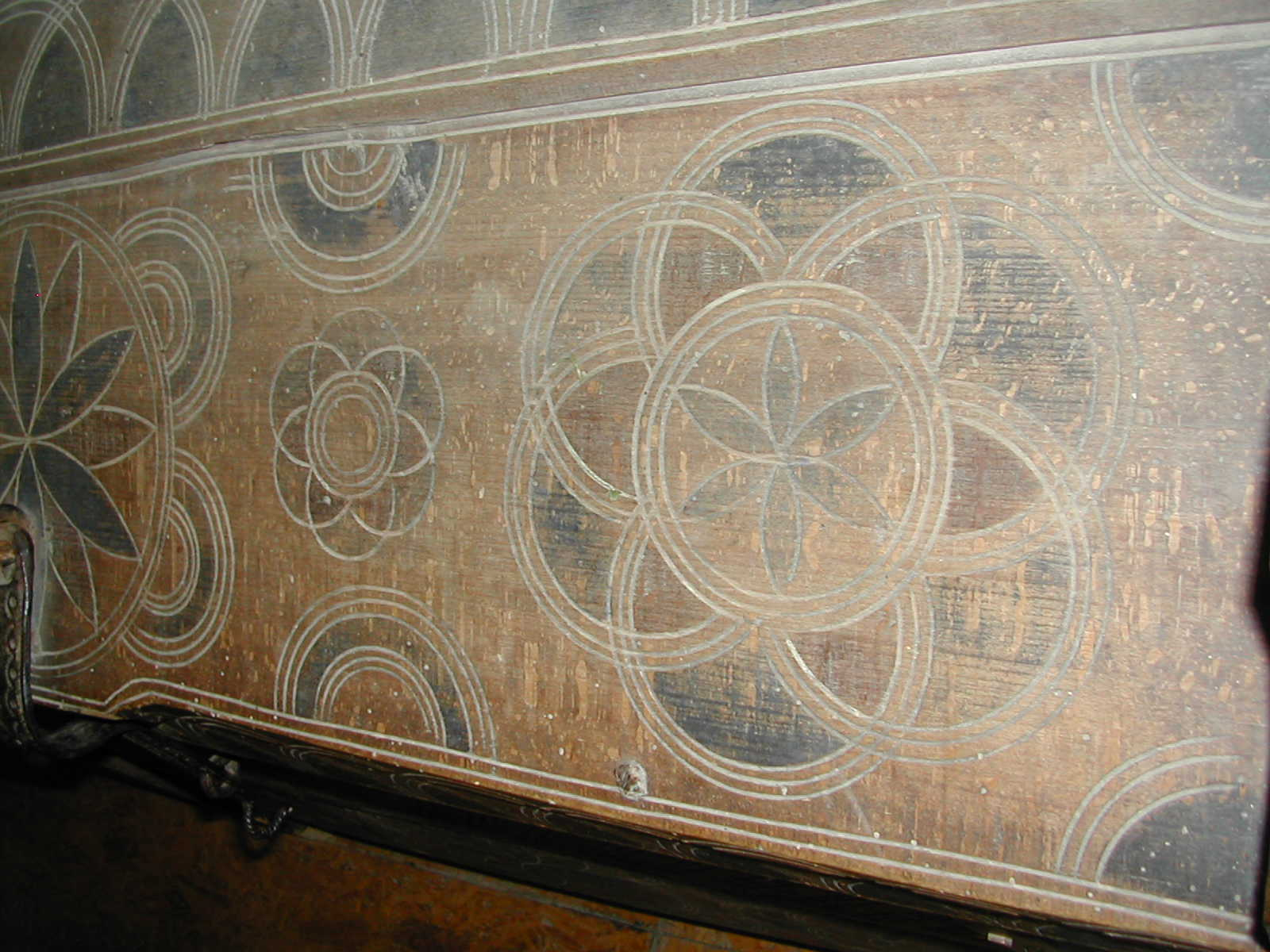
Fiore della vita, villaggio di Almásháza (Ungheria)
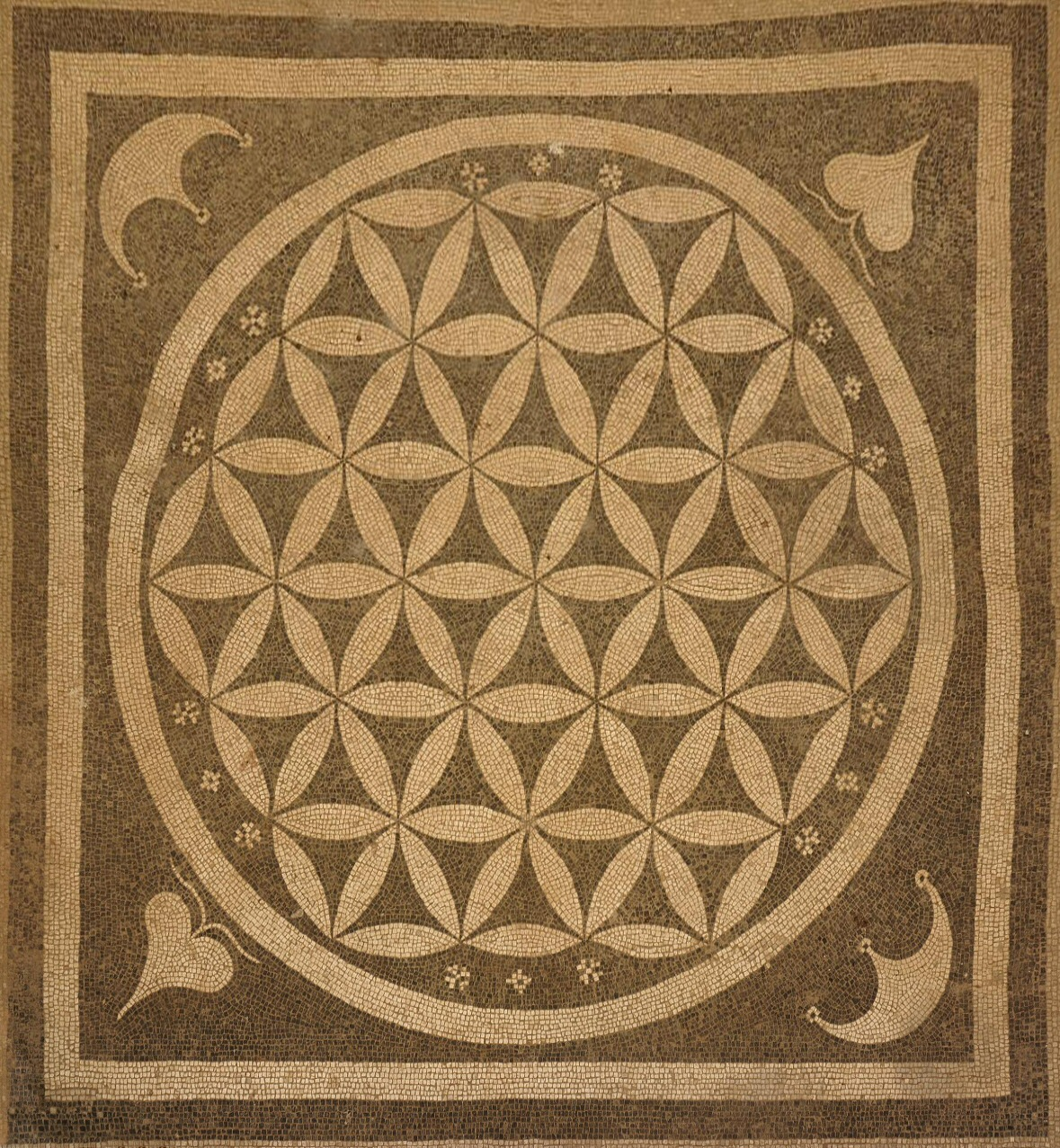
Efeso, in Turchia
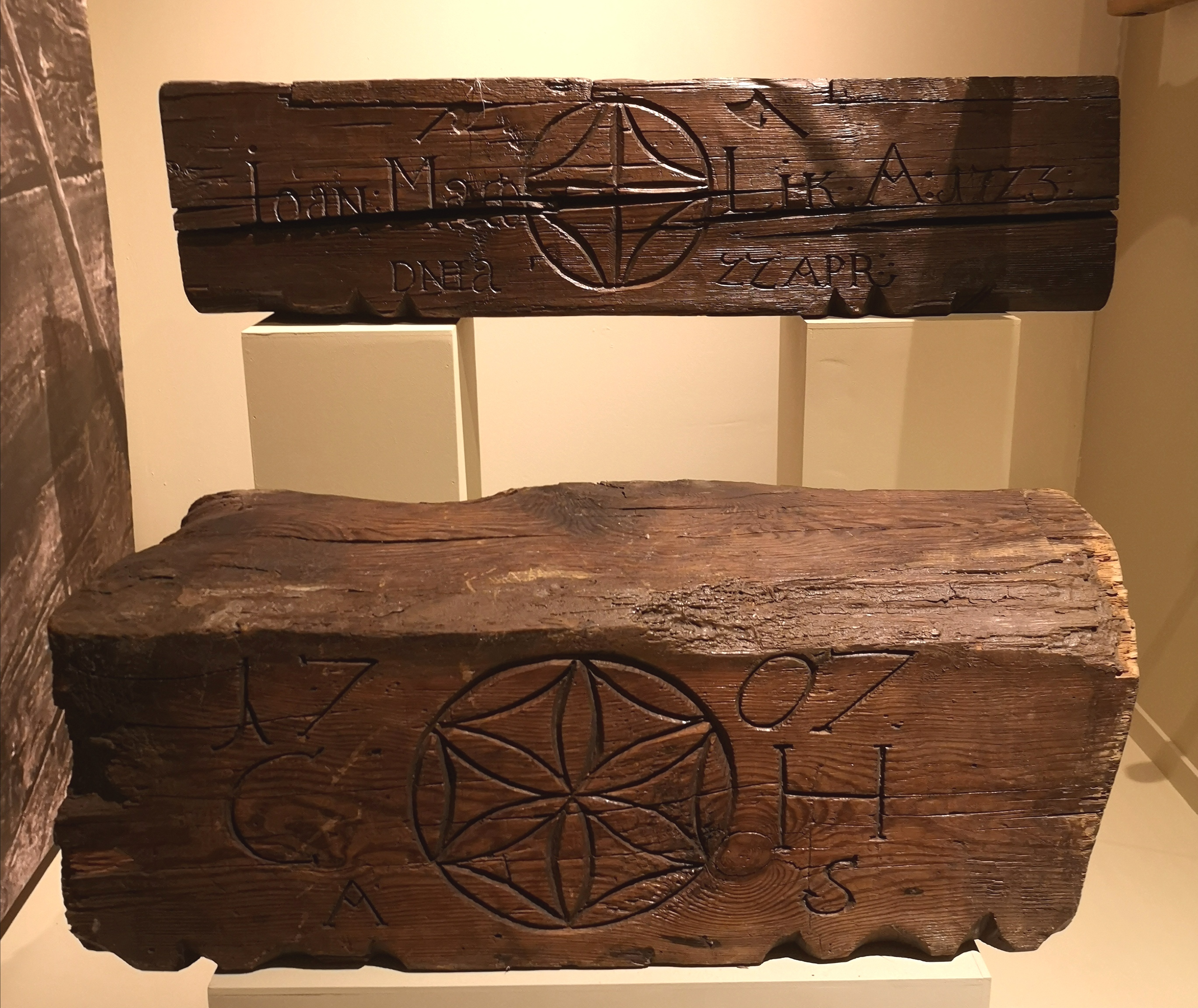
Hexafoil, Silesian Beskids (Slesia)
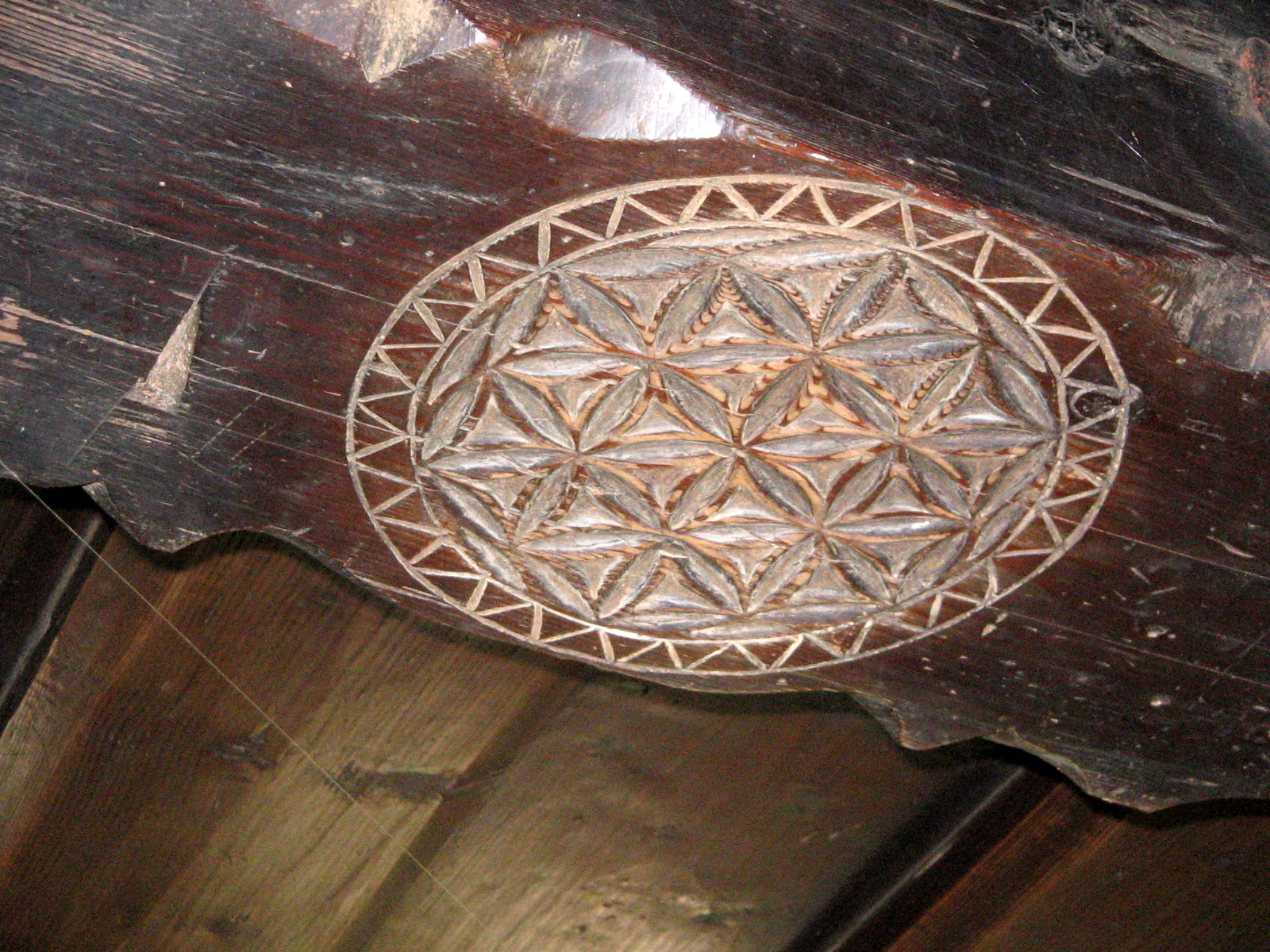
Museo all'aperto Pocar House, Slovenia
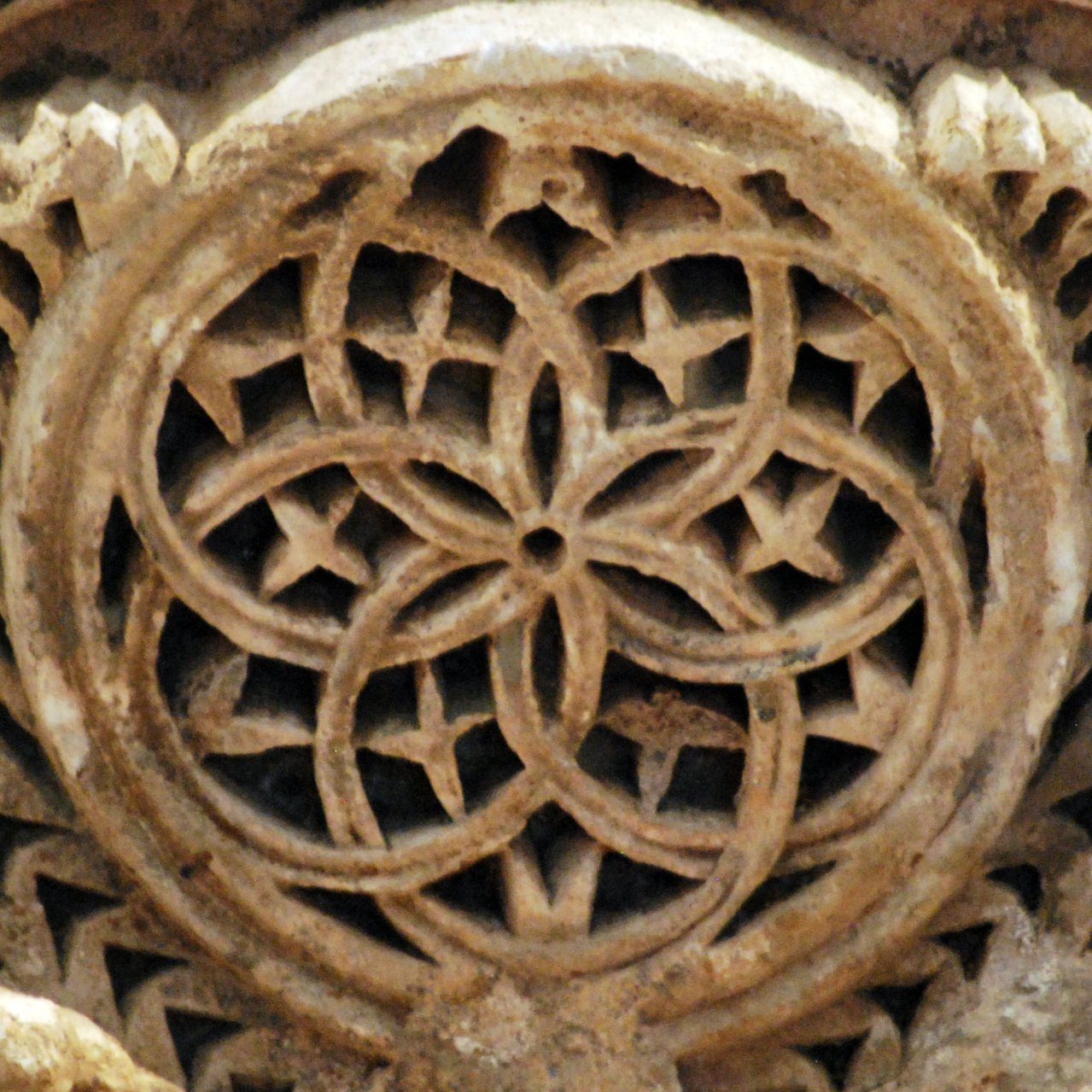
Calcare scolpito da una chiesa bizantina non identificata del 400-700 d.C.

## Simboli affini
Simboli simili e con significato affine possono essere ritrovati in vari contesti eurasiatici, dall'India alla Scandinavia, via Siculi di Transilvania (vedi anche il simbolo internazionale degli Zingari o la Runa di Hagall norrena).

## Significato simbolico
L'origine e il significato non sono certi, secondo alcuni ricercatori è di origine religiosa, e molto probabilmente serviva come simbolo protettivo. Ci sono varie teorie per il suo significato e la sua origine.
Alcuni ricercatori lo hanno descritto come un simbolo solare, senza fornire motivi al riguardo. Il nome lituano ("piccolo sole") e quello italiano ("sole delle Alpi") suggeriscono un'origine solare. Invece, secondo Lars Marius Garshol è simbolo della ruota con i raggi della divinità del tuono proto-indoeuropeo Perkwunos, in seguito associato a divinità corrispettive di altre culture come Taranis, Thor, Perun e Giove. Anche secondo Eduardo Peralta Labrador il disegno era un simbolo associato alla divinità Taranis.
Il fiore a sei petali potrebbe rappresentare il fiore Lilium bulbiferum (o giglio rosso). Si tratta di una pianta perenne con 6 petali, che prolifica velocemente attraverso i bulbilli prodotti sullo stelo, cresce spontaneamente sui pendii assolati dei monti e per questo motivo è associato alla vita e al sole. Si può rappresentare la sua visione dall'alto schematicamente, con sei vesica piscis. Può essere rappresentato in araldica anche di profilo (verticalmente o visto lateralmente) di solito con tre petali. Il giglio rosso in araldica è usato spesso sia per rappresentare lo stesso giglio rosso (lilium bulbiferum) che per rappresentare l'iris, come nel noto caso del giglio di Firenze. Analogamente si può dire per la rappresentazione degli altri gigli a sei tepali, ossia i lilium nelle loro varie specie.

Secondo altri, è la rappresentazione del fiore primaverile del narciso (detto anche giunchiglia). Questo fiore spunta dai pascoli alpini solo in primavera per annunciare la buona stagione solare: per questo motivo è diventato già dalla preistoria dell'uomo simbolo di rinascita, rigenerazione, gioia e speranza. È un simbolo direttamente collegato ai primitivi culti del sole. Per questo motivo il simbolo lo troviamo spesso accompagnato alle figure del toro e del serpente. È proprio per la sacralità e il valore che ha questo fiore che da millenni le popolazioni alpine vanno a raccogliere le giunchiglie. Vedasi per esempio la festa delle Giunchiglie di Logarghena nel Parco nazionale dell'Appennino Tosco-Emiliano. E sempre per questo motivo il suo profilo è inciso nelle case e nei mobili alpini. L'ampia diffusione mondiale è dovuta al fenomeno della internazionalizzazione dei simboli che ci arrivano dalla preistoria. Adottato poi dalla Chiesa, in epoca medievale, quale simbolo di risurrezione. Chiamato anche "Sole delle Alpi" appunto per l'ampia diffusione in tutto l'Arco Alpino.

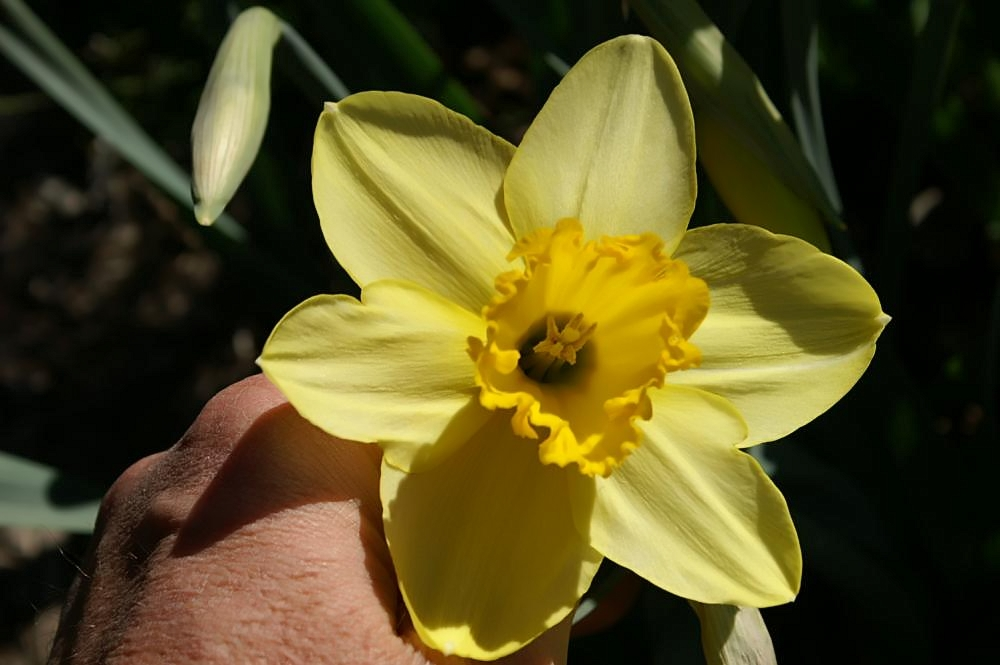
Narcissus jonquilla o narciso giunchiglia
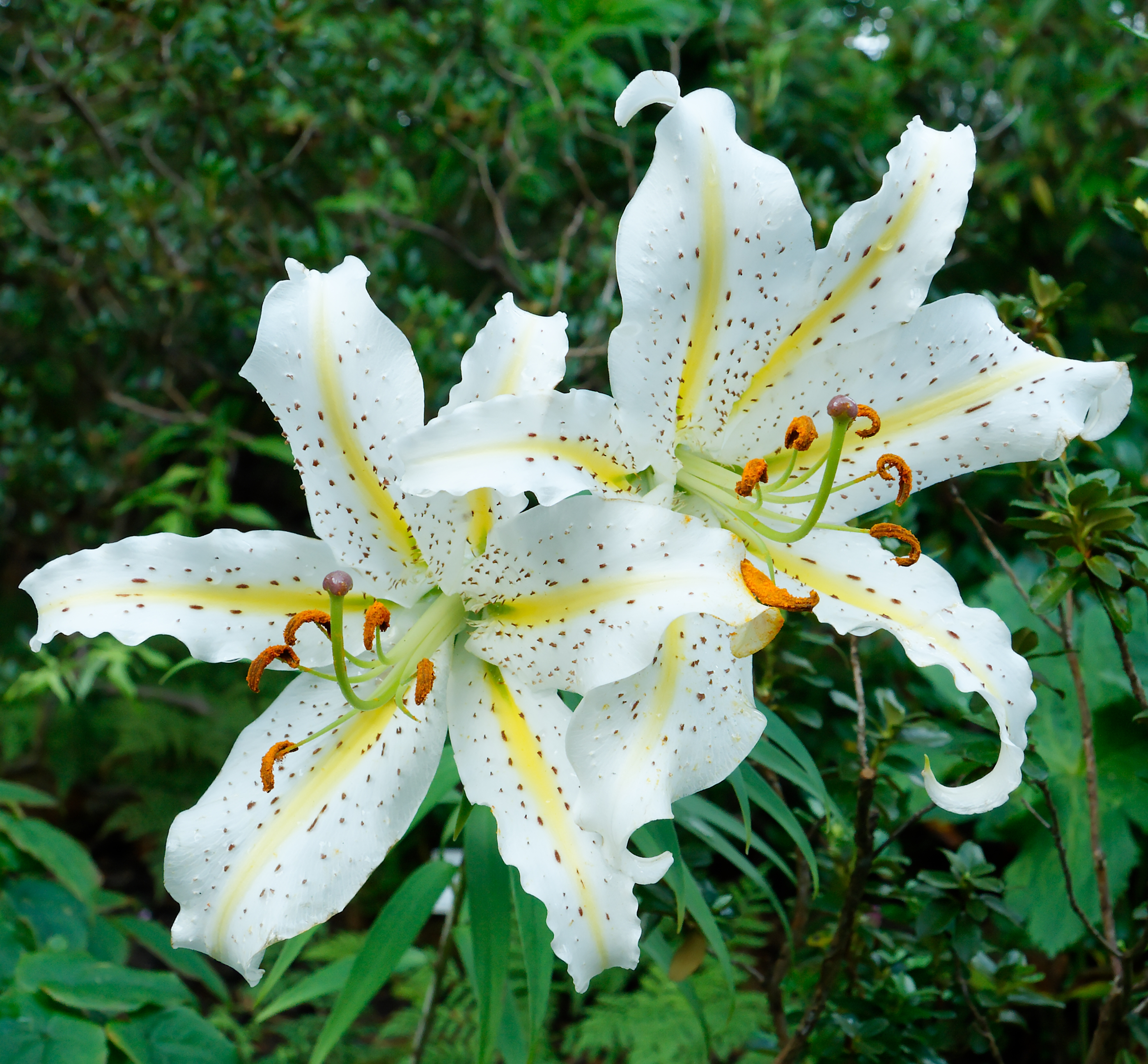
Lilium auratum
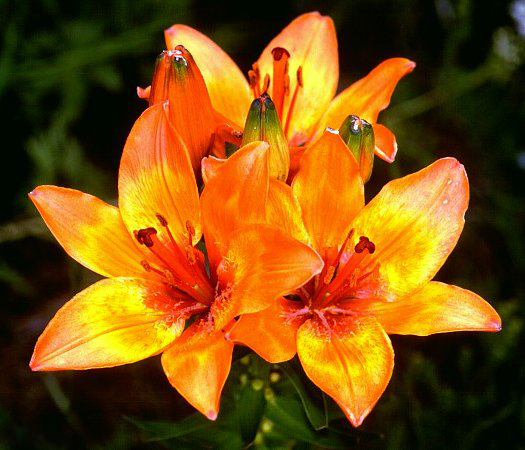
Lilium bulbiferum o gigli rossi, che sembrano emanare luce propria come una stella o il Sole
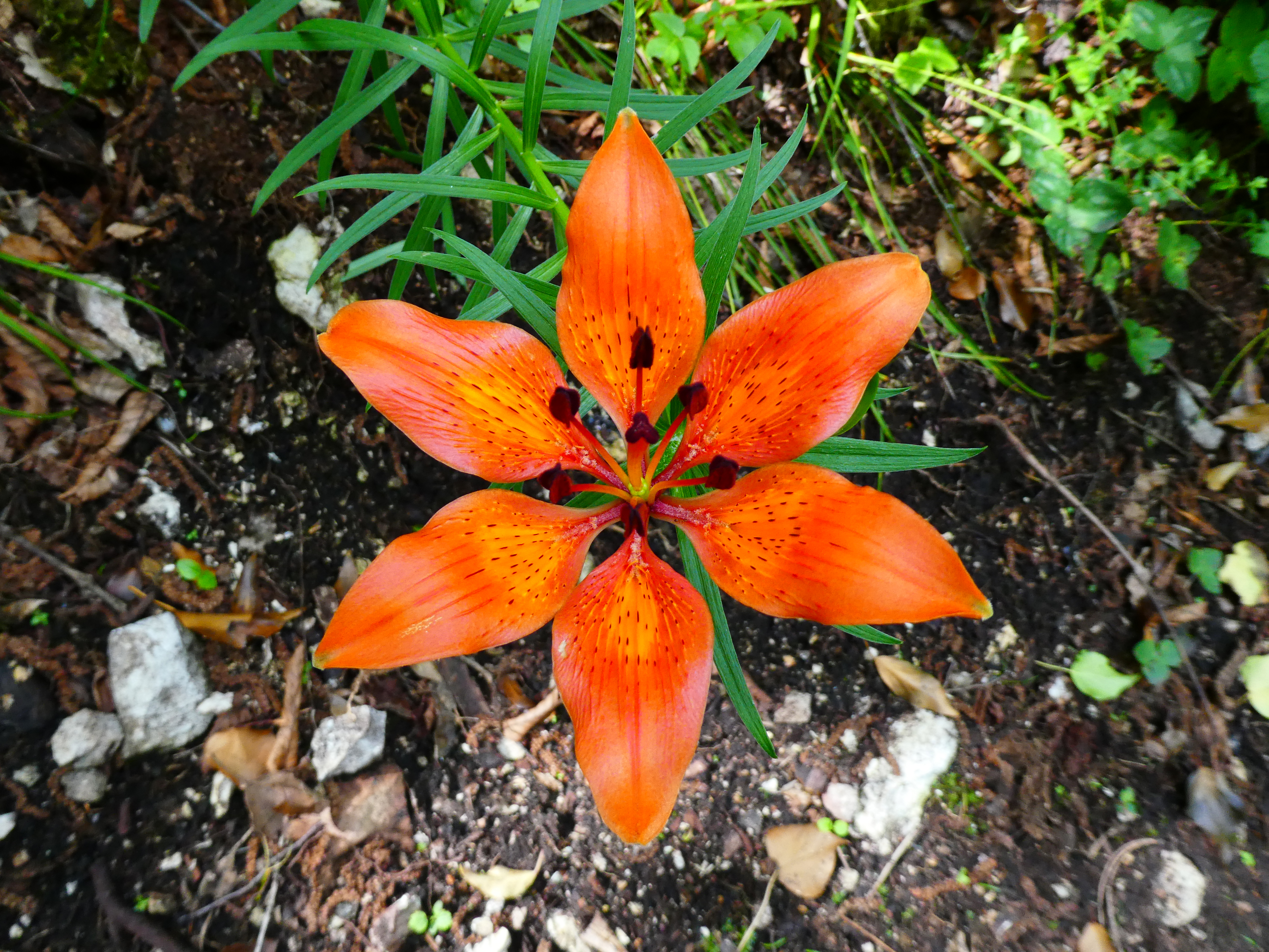
Lilium bulbiferum o giglio rosso
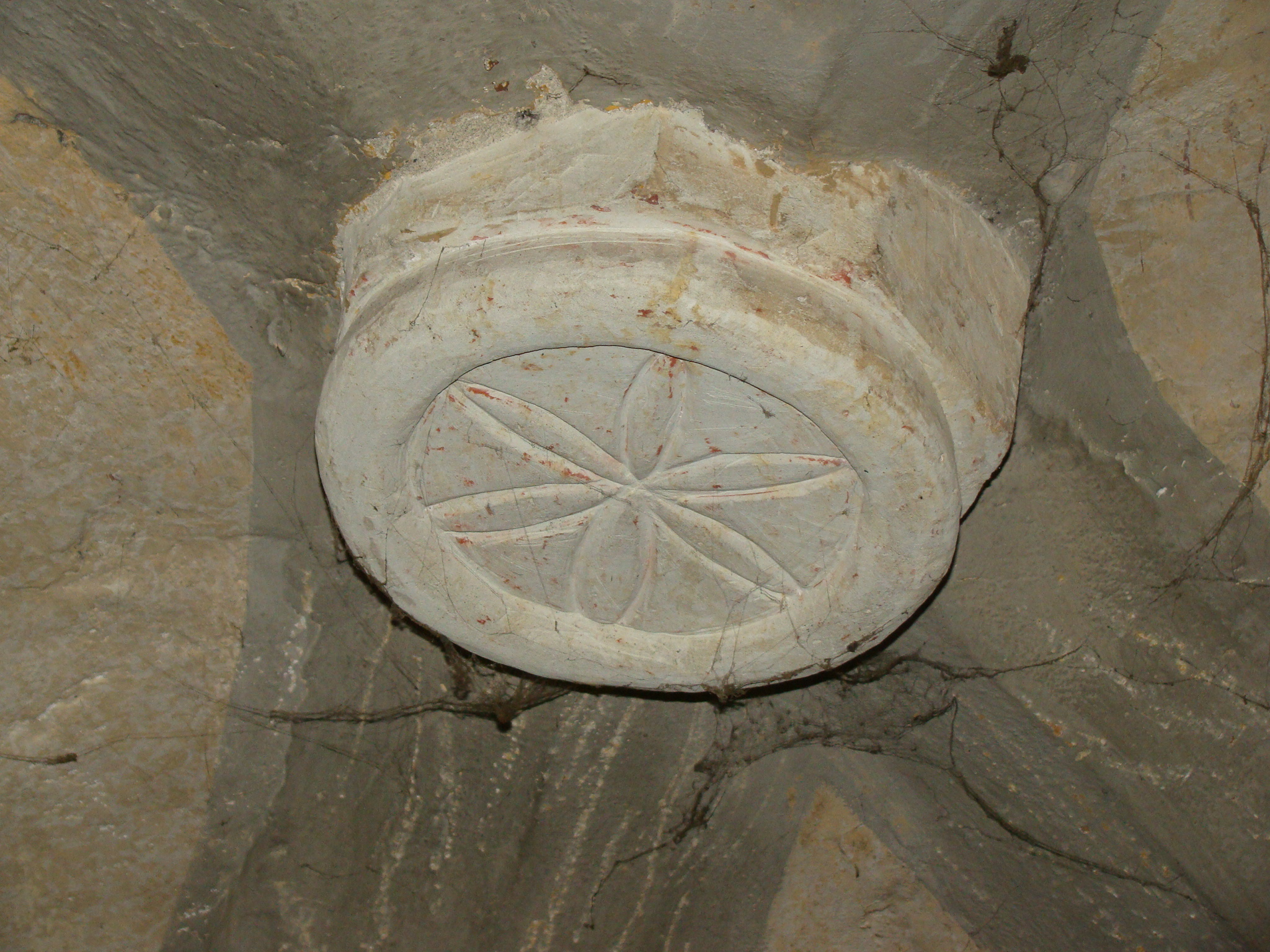
Fiore della vita a sei petali sulla "chiave di volta" (o svolta) della volta a crociera (sull'incrocio dei costoloni) nella Parrocchia di Ozzano Monferrato, Piemonte
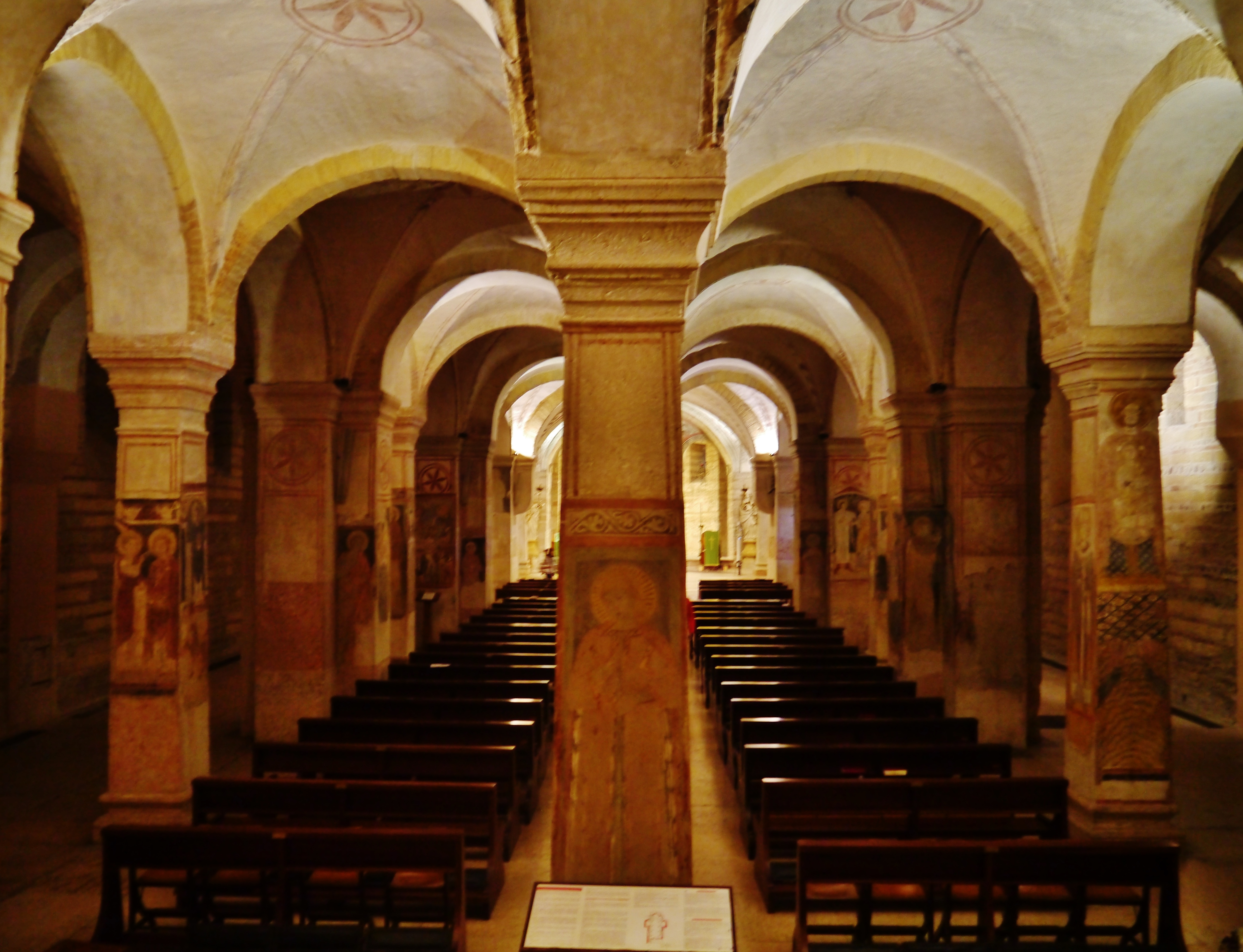
"fiore della vita" a sei petali a mo' di chiave di volta delle volte a crociera Chiesa di San Fermo Maggiore a Verona
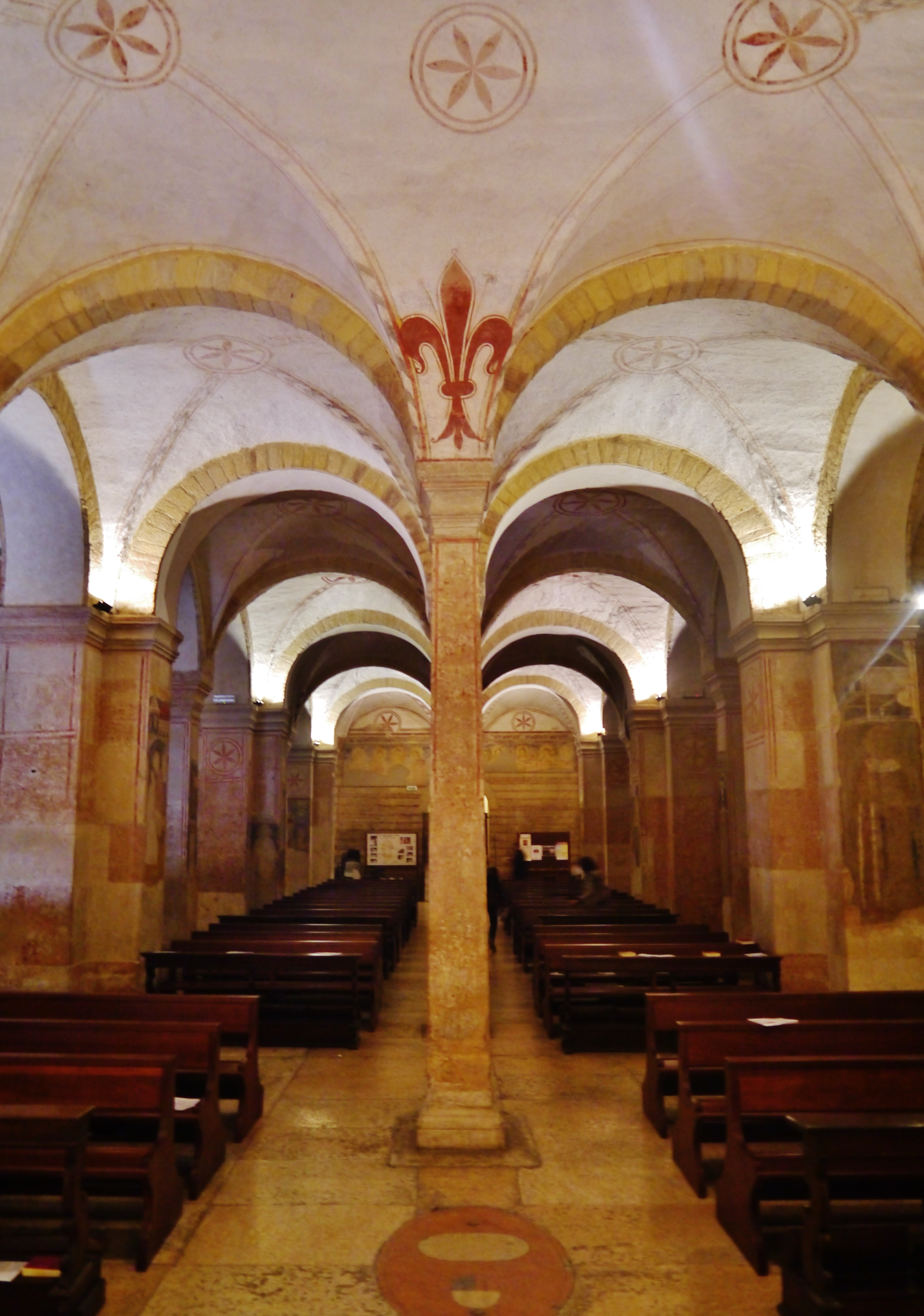
"Fiore della vita" sotto le volte nella chiesa di San Fermo Maggiore a Verona. Si noti il giglio rosso di profilo (in verticale) che talvolta sostituisce la rappresentazione orizzontale
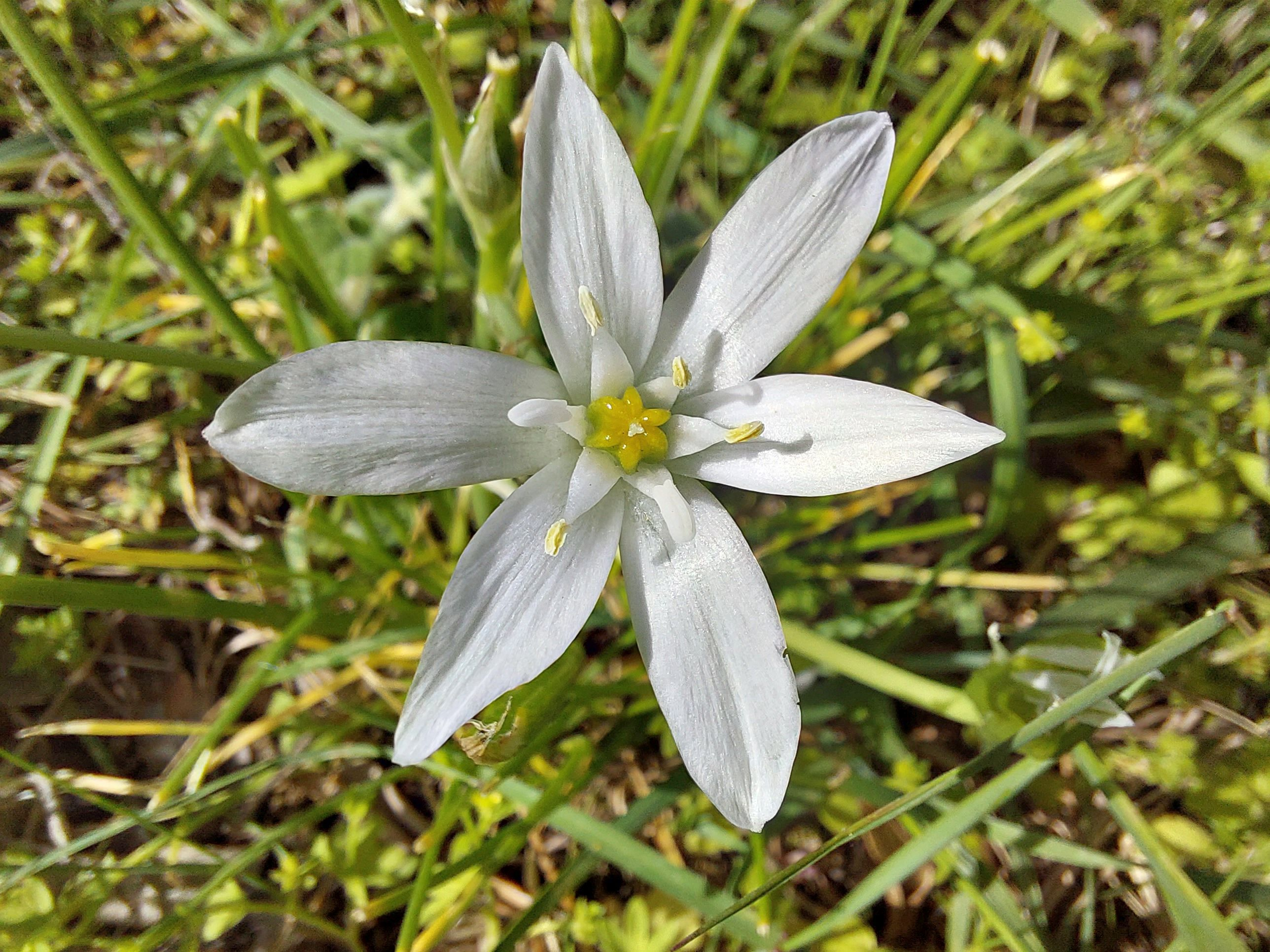
Fiore "Stella di Betlemme", il cui nome deriva dalla leggenda secondo cui un uccello bianco, l'ornitholago, arrivato a Betlemme fece una corona di fiori intorno al capo di Gesù Bambino. Rappresenta la trasformazione della cometa che restò sulla terra.
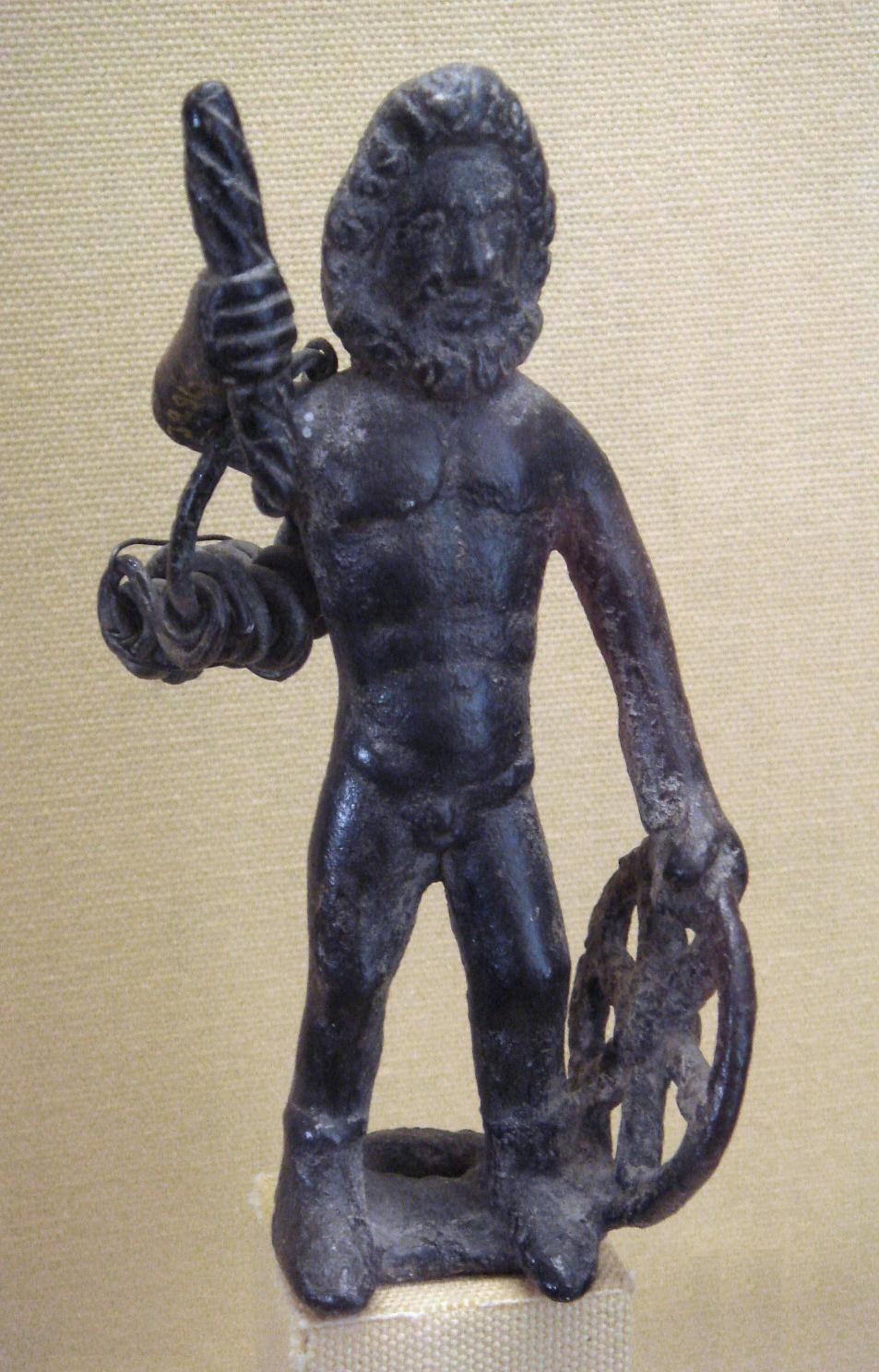
Taranis divinità del tuono che stringe nella mano una ruota del suo carro (quello che emette il suono del tuono)

## Usi moderni del simbolo

Emblema del Parc naturel régional du Queyras

Bandiera culturale arpitana

L'utilizzo moderno del simbolo include:
- la tradizionale decorazione degli edifici presso i tedeschi della Pennsylvania[32]
- il logo del parco naturale del Queyras, in Francia
- il logo della serie televisiva americana Streghe (nella versione dei tre cerchi intersecati, o triquetra)
- la copertina del quarto album in studio del gruppo britannico Bring Me the Horizon, Sempiternal
- la copertina del settimo album in studio dei Coldplay, A Head Full of Dreams
- il quadrante dell'orologio da donna Emporio Armani modello AR7431.

## Utilizzo politico e proprietà del marchio
Questo simbolo è stato adottato dalla Lega Nord con la denominazione di sole delle Alpi e il suo utilizzo in quell'ambito risale agli anni novanta con Gilberto Oneto. Il partito lo ha proposto come bandiera della Padania poiché, secondo un'interpretazione politica, le sei punte potrebbero rappresentare i sei ceppi etno-linguistici presenti in Padania: i gallo-italici, i veneti, i tirolesi, i friulani, i ladini e gli occitani-arpitani.
Il simbolo compare anche in uno stemma istituzionale: campeggia infatti (privo però della circonferenza di contorno) nella parte superiore dello stemma della Provincia di Lecco.
Nel 1999, la Editoriale Nord S.c.a.r.l., proprietaria del quotidiano La Padania, ottiene la registrazione all'Ufficio Italiano Brevetti e Marchi della descrizione verbale del logo: “Sole delle Alpi costituito da sei (raggi) disposti all'interno di un cerchio il cui raggio fornisce la cadenzatura dell'intera costituzione. I vertici dei sei petali intersecano i vertici di un ipotetico esagono iscritto nel cerchio”. Nel 2001 viene registrato, sempre dalla stessa società, il “marchio figurativo”, cioè il simbolo vero e proprio.
Secondo Rosanna Sapori, ex consigliere comunale leghista e giornalista di Radio Padania Libera, il marchio sarebbe oggi di proprietà di Silvio Berlusconi, che lo avrebbe ottenuto in cambio del salvataggio del Credieuronord, banca leghista in via di fallimento, recuperata da Gianpiero Fiorani.

Bandiera della terra Brigasca
Il Sole delle Alpi nei colori della Lega Nord che lo ha proposto come vessillo della Padania
Stemma della provincia di Lecco
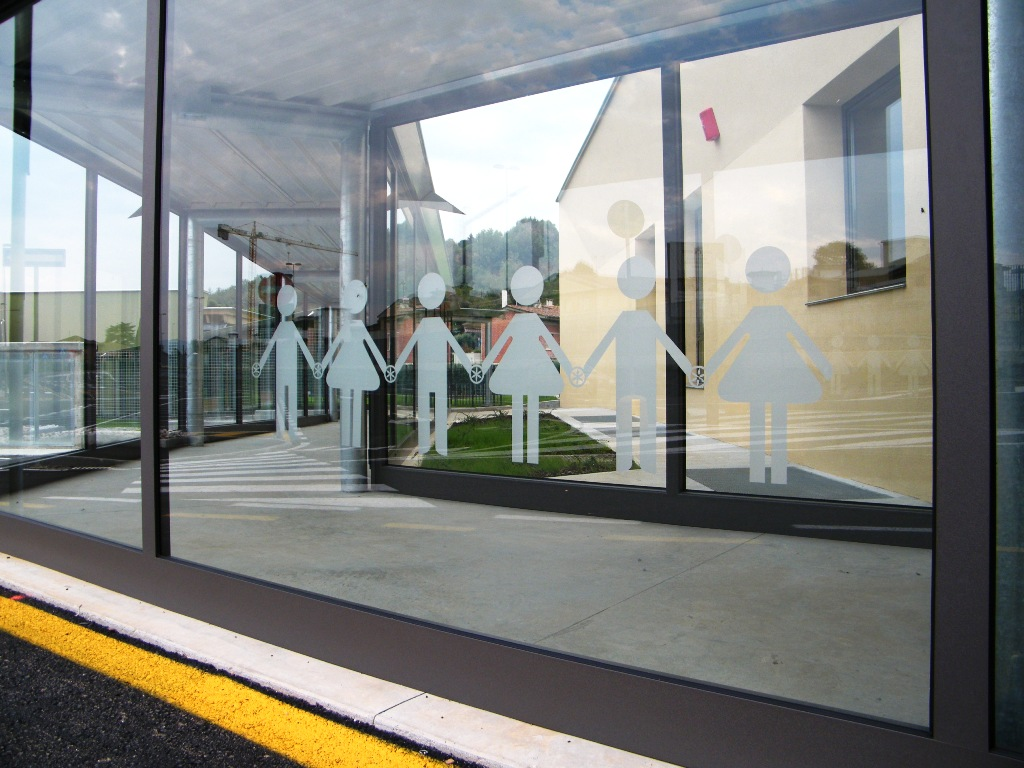
Vetrata della scuola Gianfranco Miglio di Adro